# Tono (Fluss)
Der Tono (auch Nuno-eno) ist der wichtigste Fluss in der zu Osttimor gehörenden Exklave Oe-Cusse Ambeno.

## Verlauf

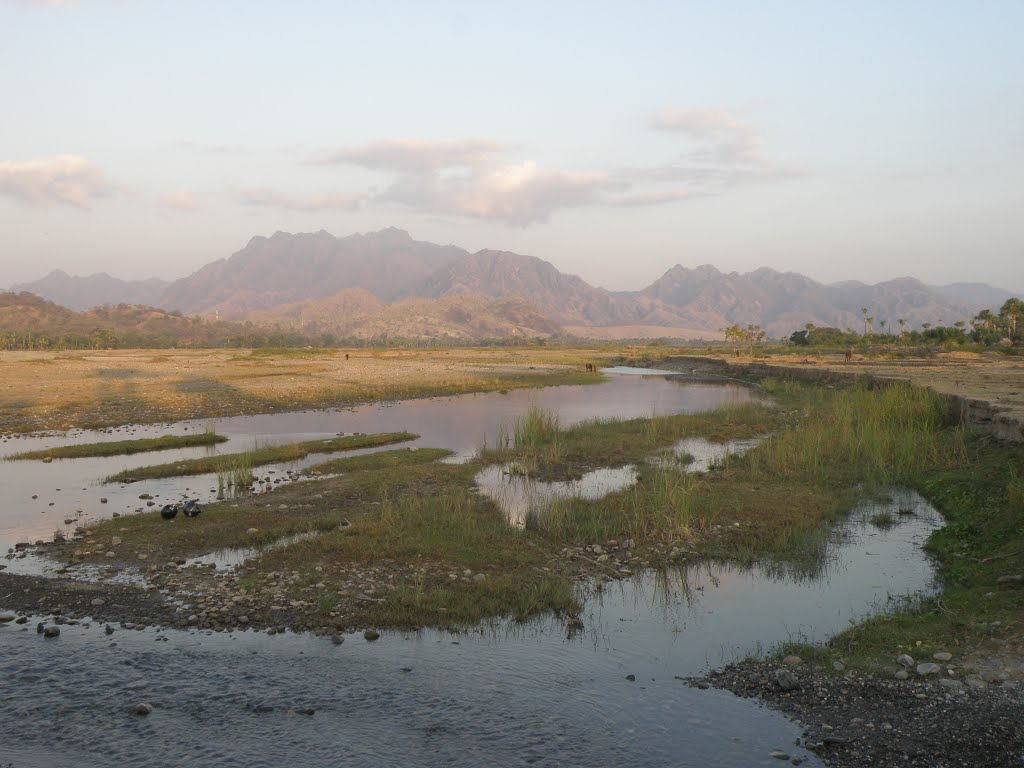
Der Tono in den Hügeln von Oe-Cusse Ambeno

Er entspringt im Verwaltungsamt Oesilo und mündet im Verwaltungsamt Pante Macassar beim Ort Lifau in die Sawusee. Wie viele andere Flüsse im Norden der Insel Timor führt er in der Trockenzeit kein Wasser.

## Nebenflüsse
Die Nebenflüsse des Tono sind der Abanal (im Oberlauf Bussi), der Kinloki, der Bimilo, der Rio Ana, der Ekai, der Columu, der Bena, der Toko, der Malelai (im Oberlauf Malelui), der Bitaklele, der Upun, der Bao und der Matin.

## Trivia
In Pasar Tono, wo die Straße von Pante Macassar nach Oesilo den Fluss überquert, findet jede Woche am Dienstag der größte Markt von Oe-Cusse Ambeno statt.
An den Ufern des Tonos liegen die größten Reisfelder der Sonderverwaltungsregion Oe-Cusse Ambeno, vornehmlich bei den Orten Lifau und Padiae.
Seit 2017 wird der Tono von der Noefefanbrücke überspannt, die die Gemeindehauptstadt Pante Macassar mit dem Westen von Oe-Cusse Ambeno verbindet.

## Belege
- Webseite von Oe-Cusse Ambeno (Memento vom 3. Januar 2007 im Internet Archive)